# Stará Ves (kraj morawsko-śląski)
Stará Ves (niem. Altendorf) – gmina w Czechach, w powiecie Bruntál, w kraju morawsko-śląskim. Według danych z dnia 1 stycznia 2017 liczyła 508 mieszkańców.
Dzieli się na dwie części:
- Stará Ves
- Žďárský Potok

## Turystyka
W miejscowości Stará Ves są pensjonaty: „Albert”, „Chalupa u Jiřího”, „Ferdinand” i „František”.
Z miejscowości prowadzą cztery szlaki turystyczne na trasach:
  Stará Ves – Rýmařov – góra Strálek – dolina potoku Stranský p. – Ryžoviště – Dětřichov nad Bystřicí – szczyt Slunečná – góra Vysoký kámen – Nové Valteřice;
  Stará Ves – góra Ostružná – góra Jelenka – przełęcz Sedlo pod Jelení studánkou – Jelení studánka – góra Jelení hřbet – przełęcz Sedlo nad Malým kotlem – góra Velký Máj – szczyt Kamzičník – szczyt Vysoká hole – przełęcz Sedlo u Petrových kamenů – góra Petrovy kameny – góra Pradziad – schronisko Švýcárna – góra Velký Jezerník – szczyt Malý Jezerník – szczyt Výrovka – przełęcz Hřebenová – góra Velký Klínovec – przełęcz Červenohorské sedlo;
  Stará Ves – góra Ostroh – góra Sutě – góra Štěrkovec – Na Vyhlídce – Karlov pod Pradědem;
  Stará Ves – U Škaredé jedle.
Przez Starą Ves prowadzą również dwa szlaki rowerowe na trasach:
 (nr 6143) Horní Město – Stará Ves – dolina potoku Podolský p. – góra Vidlák – góra Ostrý – Skřítek;
 Rýmařov – Stará Ves – dolina potoku Podolský p. – dolina potoku Stříbrný p. – góra Štěrkovec – góra Soukenná – przełęcz Mravencovka – dolina potoku Kotelný p. – Karlov pod Pradědem – Malá Morávka.
Na stoku góry Ptáčník znajduje się trasa narciarstwa zjazdowego:
 długość około 500 m z wyciągiem narciarskim, określona jako średnia.
Ze skrzyżowania U Staré Vsi rozchodzą się trasy narciarstwa biegowego w kierunku gór: Ostružná i Sutě.